# (2910) Yoshkar-Ola
(2910) Yoshkar-Ola est un astéroïde de la ceinture principale.

## Description
(2910) Yoshkar-Ola est un astéroïde de la ceinture principale. Il fut découvert le 11 octobre 1980 à Naoutchnyï par Nikolaï Tchernykh. Il fut nommé en honneur de la ville Iochkar-Ola. Il présente une orbite caractérisée par un demi-grand axe de 2,20 UA, une excentricité de 0,16 et une inclinaison de 2,9° par rapport à l'écliptique.

## Compléments